# Lutas nos Jogos Olímpicos de Verão de 2024 - Greco-romana até 130 kg masculino
A categoria greco-romana até 130 kg masculino das lutas nos Jogos Olímpicos de Verão de 2024 foi realizada no Grand Palais Éphémère em Paris, França, em 5 e 6 de agosto de 2024. Um total de 16 lutadores, cada um representando um Comitê Olímpico Nacional (CON), participaram do evento.
Mijaín López, de Cuba, se tornou o primeiro e único atleta na história dos Jogos Olímpicos modernos a ganhar cinco medalhas de ouro consecutivas numa mesma prova individual após vencer a luta final contra o também cubano, naturalizado chileno, Yasmani Acosta.

## Qualificação
Dezesseis vagas de cota estavam disponíveis, com cada CON restrito a no máximo uma vaga. Foram atribuídas cinco vagas no Campeonato Mundial de Luta de 2023, entre 16 e 24 de setembro em Belgrado, na Sérvia. Os finalistas de cada categoria nos quatro torneios de qualificação continentais (Ásia, Europa, Américas e o combinado África e Oceania) também receberam vagas de cota. O restante das vagas foi alocado no Torneio de Qualificação Olímpica de 2024, oferecendo um mínimo de três cotas.

## Calendário
Horário local (UTC+2)
| Data                | Horário | Fase                |
| ------------------- | ------- | ------------------- |
| 5 de agosto de 2024 | 15:00   | Fases eliminatórias |
| 5 de agosto de 2024 | 21:00   | Semifinais          |
| 6 de agosto de 2024 | 11:00   | Repescagem          |
| 6 de agosto de 2024 | 20:05   | Finais              |

## Medalhistas
| Ouro   | CUB Mijaín López                     |
| Prata  | CHI Yasmani Acosta                   |
| Bronze | IRI Amin Mirzazadeh CHN Meng Lingzhe |

## Resultados
A competição foi realizada em dois dias até a definição dos medalhistas:
Legenda
- F — Vitória por queda.

### Chave principal
|  | Oitavas de final         | Oitavas de final         | Oitavas de final |  |  | Quartas de final       | Quartas de final       | Quartas de final   |   |                  | Semifinais       | Semifinais       | Semifinais |  |  | Final | Final | Final |
|  |                          |                          |                  |  |  |                        |                        |                    |   |                  |                  |                  |            |  |  |       |       |       |
|  | IRI Amin Mirzazadeh      | IRI Amin Mirzazadeh      | 3                |  |  |                        |                        |                    |   |                  |                  |                  |            |  |  |       |       |       |
|  | USA Adam Coon            | USA Adam Coon            | 1                |  |  | IRI Amin Mirzazadeh    | IRI Amin Mirzazadeh    | 1                  |   |                  |                  |                  |            |  |  |       |       |       |
|  | CUB Mijaín López         | CUB Mijaín López         | 7                |  |  | CUB Mijaín López       | CUB Mijaín López       | 3                  |   |                  |                  |                  |            |  |  |       |       |       |
|  | KOR Lee Seung-chan       | KOR Lee Seung-chan       | 0                |  |  |                        |                        |                    |   | CUB Mijaín López | CUB Mijaín López | 4                |            |  |  |       |       |       |
|  | EST Heiki Nabi           | EST Heiki Nabi           | 1                |  |  |                        | AZE Sabah Shariati     | AZE Sabah Shariati | 1 |                  |                  |                  |            |  |  |       |       |       |
|  | AZE Sabah Shariati       | AZE Sabah Shariati       | 1                |  |  | AZE Sabah Shariati     | AZE Sabah Shariati     | 4                  |   |                  |                  |                  |            |  |  |       |       |       |
|  | KAZ Alimkhan Syzdykov    | KAZ Alimkhan Syzdykov    | 3                |  |  | KAZ Alimkhan Syzdykov  | KAZ Alimkhan Syzdykov  | 0                  |   |                  |                  |                  |            |  |  |       |       |       |
|  | ROU Alin Alexuc-Ciurariu | ROU Alin Alexuc-Ciurariu | 1                |  |  |                        |                        |                    |   |                  | CUB Mijaín López | CUB Mijaín López | 6          |  |  |       |       |       |
|  | CHN Meng Lingzhe         | CHN Meng Lingzhe         | 4                |  |  |                        | CHI Yasmani Acosta     | CHI Yasmani Acosta | 0 |                  |                  |                  |            |  |  |       |       |       |
|  | GER Jello Krahmer        | GER Jello Krahmer        | 1                |  |  | CHN Meng Lingzhe       | CHN Meng Lingzhe       | 1                  |   |                  |                  |                  |            |  |  |       |       |       |
|  | MAR Oussama Assad        | MAR Oussama Assad        | 0                |  |  | LTU Mantas Knystautas  | LTU Mantas Knystautas  | 1                  |   |                  |                  |                  |            |  |  |       |       |       |
|  | LTU Mantas Knystautas    | LTU Mantas Knystautas    | 9                |  |  |                        |                        |                    |   | CHN Meng Lingzhe | CHN Meng Lingzhe | 1                |            |  |  |       |       |       |
|  | CHI Yasmani Acosta       | CHI Yasmani Acosta       | 1                |  |  |                        | CHI Yasmani Acosta     | CHI Yasmani Acosta | 1 |                  |                  |                  |            |  |  |       |       |       |
|  | BUL Kiril Milov          | BUL Kiril Milov          | 1                |  |  | CHI Yasmani Acosta     | CHI Yasmani Acosta     | 2                  |   |                  |                  |                  |            |  |  |       |       |       |
|  | TUR Hamza Bakır          | TUR Hamza Bakır          | 1                |  |  | EGY Abdellatif Mohamed | EGY Abdellatif Mohamed | 1                  |   |                  |                  |                  |            |  |  |       |       |       |
|  | EGY Abdellatif Mohamed   | EGY Abdellatif Mohamed   | 3F               |  |  |                        |                        |                    |   |                  |                  |                  |            |  |  |       |       |       |

### Repescagem
|  | Repescagem             | Repescagem             | Repescagem |  | Disputa pelo bronze    | Disputa pelo bronze    | Disputa pelo bronze |  |  |  |  |
|  |                        |                        |            |  |                        |                        |                     |  |  |  |  |
|  | KOR Lee Seung-chan     | KOR Lee Seung-chan     | 0          |  | IRI Amin Mirzazadeh    | IRI Amin Mirzazadeh    | 4                   |  |  |  |  |
|  | IRI Amin Mirzazadeh    | IRI Amin Mirzazadeh    | 9          |  | AZE Sabah Shariati     | AZE Sabah Shariati     | 0                   |  |  |  |  |
|  |                        |                        |            |  |                        |                        |                     |  |  |  |  |
|  | BUL Kiril Milov        | BUL Kiril Milov        | 4          |  | EGY Abdellatif Mohamed | EGY Abdellatif Mohamed | 2                   |  |  |  |  |
|  | EGY Abdellatif Mohamed | EGY Abdellatif Mohamed | 6          |  | CHN Meng Lingzhe       | CHN Meng Lingzhe       | 5                   |  |  |  |  |